# Gus Zernial
Gus Edward Zernial, mais conhecido como Gus Zernial (27 de junho de 1923 - 20 de janeiro de 2011), foi um jogador de beisebol norte-americano que atuava como rebatedor na Major League Baseball.